# Tonight (Negrita)
Tonight è un singolo del gruppo musicale italiano Negrita, pubblicato il 7 marzo 2003 come secondo estratto dall'album Ehi! Negrita.

## Descrizione
La title track Tonight ha partecipato al Festival di Sanremo 2003, dove si è classificata al 18º posto.
Il singolo è stato pubblicato in un'unica edizione in formato CD dall'etichetta discografica Black Out, sottoetichetta della PolyGram, con, sul lato B, la traccia Vertigine (V Docs Remix).

## Tracce
1. Tonight – 3:28
2. Vertigine (V Docs Remix) – 4:11

Durata totale: 7:39